# Karczów (Opole)
Pour les articles homonymes, voir Karczów.
Karczów est une localité polonaise de la gmina de Dąbrowa dans la voïvodie et le powiat d'Opole.

## Histoire
De 1743 à 1945, Schönwitz fait partie de l'arrondissement de Falkenberg-en-Haute-Silésie dans le district d'Oppeln au sein de la province de Silésie.